# Gagyi lovag
A Gagyi lovag (a DVD kiadásban Fekete lovag; eredeti címén Black Knight) 2001-ben bemutatott amerikai filmvígjáték. A filmet Gil Junger rendezte, aki korábban főként televíziós szitkomok elkészítésében vett részt. A főbb szerepekben Martin Lawrence, Marsha Thomason, Tom Wilkinson, Kevin Conway, Vincent Regan és Daryl Mitchel látható.
A film főhőse a vidámparki dolgozó Jamal (Martin Lawrence), aki véletlen időutazás révén átkerül a középkori Angliába. A filmet Észak-Karolina több pontján forgatták, főként Wilmingtonban és Carolina Beachen.
Az Amerikai Egyesült Államokban 2001. november 21-én került a mozikba, a 20th Century Fox forgalmazásában.
A jegypénztáraknál megbukott, összesen kb. 40 millió dolláros bevételt hozott (50 millió dolláros költségvetés mellett), és a filmkritikusok is kedvezőtlenül fogadták.

## Szereplők
| Színész            | Szerep                 | Magyar hang        |
| ------------------ | ---------------------- | ------------------ |
| Martin Lawrence    | Jamal Walker/Skywalker | Pusztaszeri Kornél |
| Marsha Thomason    | Victoria/Nicole        | Zakariás Éva       |
| Tom Wilkinson      | Sir Knolte             | Várkonyi András    |
| Kevin Conway       | Leo király             | Harsányi Gábor     |
| Vincent Regan      | Percival               | Németh Gábor       |
| Daryl Mitchell     | Steve                  | Honti Molnár Gábor |
| Michael Countryman | Phillip                | Mikula Sándor      |
| Jeannette Weegar   | Regina hercegnő        |                    |
| Erik Jensen        | Derek                  | F. Nagy Zoltán     |
| Dikran Tulaine     | Dennis                 | Kárpáti Levente    |
| Helen Carey        | A királyné             | Fodor Zsóka        |
| Robert Alan Harris | Leo király földesura   |                    |

## Fogadtatás
A film a bemutató héten a negyedik helyezést érte el az amerikai jegypénztáraknál, 11,1 millió dolláros bevétellel. A Gagyi lovag végül 40 millió dolláros bevételt hozott világszerte, amely nem érte el még az 50 millió dolláros költségvetést sem.
A jegyeladási kudarc mellett a kritikusoktól is többnyire negatív véleményeket kapott a film, a Rotten Tomatoes weboldalon 14%-os értékelést szerzett, az oldal kritikai összegzése szerint „A Gagyi lovag egy lustán felépített film benyomását kelti, béna poénokkal és Lawrence ripacskodásával teletűzdelve.”

## Érdekességek
- A film egyik jelenetében látni lehet a koronás címeres magyar zászlót.[5]